# Balearica (animal)
Balearica es un género de aves gruiformes de la familia de las grullas (Gruidae) que cuenta con dos especies que se distribuyen por África.

## Especies
Se conocen dos especies de Balearica:
- Grulla coronada cuellinegra (Balearica pavonina) (Bennett ET, 1834) - África central, desde Senegal y Gambia hasta Kenia.
- Grulla coronada cuelligris (Balearica regulorum) (Linnaeus, 1758) - África oriental (Kenia, Uganda) y sur de África.